# Pistolet VTZ M1933
 (mars 2018).
Si vous disposez d'ouvrages ou d'articles de référence ou si vous connaissez des sites web de qualité traitant du thème abordé ici, merci de compléter l'article en donnant les références utiles à sa vérifiabilité et en les liant à la section « Notes et références ».

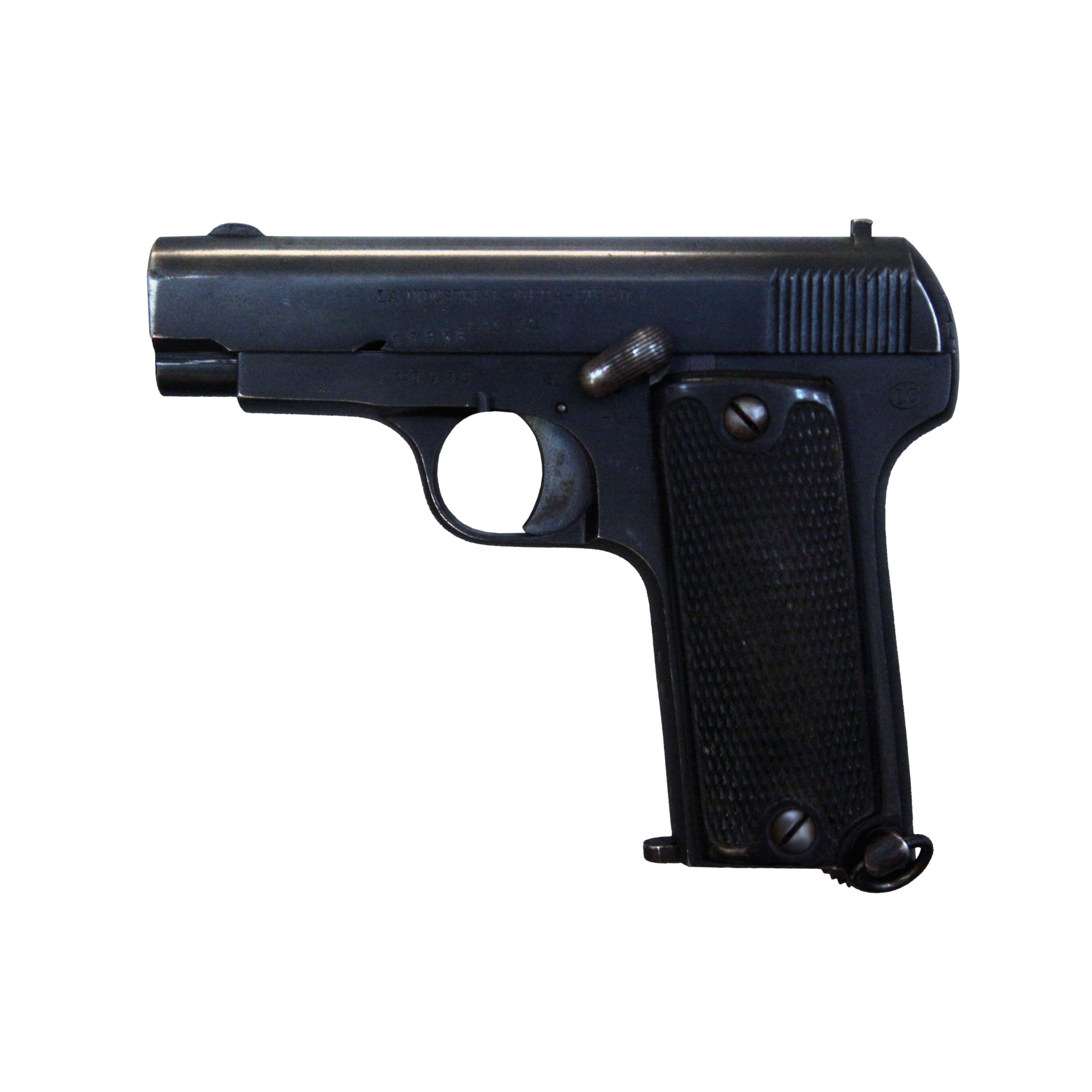
Le Pistolet VTZ 1933 est quasiment identique au Ruby (ci-dessus) fut notamment en service dans l'Armée serbe puis yougoslave

Le Pistolet VTZ M1933 est une variante yougoslave du Ruby.

## Présentation
La France livra environ 5 000 pistolets automatiques espagnols type Ruby à l'Armée serbe entre 1915 et 1918. En 1931, ces Ruby furent remis en état pour compléter le nombre insuffisant de FN 1922 livrés par la Belgique. En 1933, l'Institut technique militaire de Kragujevac fut sollicité pour fabriquer des Pistolj 7,65 mm/VTZ 1933 neufs.

## Données numériques
- Munition : 7,65 x 17 mm SR Browning
- Longueur : 15,2 cm
- Canon : 8,6 cm
- Masse du pistolet vide : 810 g
- Chargeur : 9 cartouches

## Sources
Cette notice est issue de la lecture de l'ouvrage de Branko Bogdanovic & Ivan Valencak,  Le grand siècle des armes à feu, La Bibliothèque des Arts, Paris (France)- Lausanne (Suisse), 1986 (Adaptation Francaise de Jean-René Clergeau).